# Киоджа
Киоджа (на италиански: Chioggia) e град и община в Италия, заемащ едноименния остров в южната част на Венецианската лагуна.
Населението на града към 31 декември 2017 г. е 49 430 жители (по приблизителна оценка). Намира се на 2 метра надморска височина в часова зона UTC+1.